# Aethecerus pallicoxa
Aethecerus pallicoxa là một loài tò vò trong họ Ichneumonidae.